# Hoz y Costean
Hoz y Costean (aragónul Oz y Costeán) település Spanyolországban, Huesca tartományban. Hoz y Costean Estadilla, Barbastro, Salas Bajas, Salas Altas, Colungo, Bárcabo, Naval és El Grado községekkel határos. Lakosainak száma 231 fő (2024).

## Népesség
A település népessége az utóbbi években az alábbiak szerint változott:
| Lakosok száma | 229  | 230  | 223  | 211  | 208  | 237  | 217  | 223  | 240  | 231  |
|               | 2001 | 2004 | 2006 | 2009 | 2011 | 2014 | 2016 | 2019 | 2021 | 2024 |